# フェルディナンド・T・アンガー
フェルディナンド・トーマス・アンガー（Ferdinand Thomas Unger、1913年10月28日 - 1999年1月31日）は、アメリカ陸軍の軍人。1966年11月2日から1969年1月18日まで琉球列島高等弁務官を務めた。ペンシルベニア州ピッツバーグ市出身。

## 経歴
1913年10月28日生まれ。元々技術者志望で、ピッツバーグ大学工学部に入学したが、軍人を志すようになり、入学してわずか1年後に陸軍士官学校に転校し1937年に同校を卒業する。その後陸軍参謀統帥大学など数多くの軍学校で学び、軍事研究に没頭した。
第二次世界大戦中はヨーロッパ戦線に従軍した。朝鮮戦争時には第一砲兵軍隊長を務めた。その後、ドイツやフランスの駐留米軍に勤務し、アメリカ統合参謀本部作戦部長、第7歩兵師団司令官を歴任した。
1966年に第5代高等弁務官に就任する。主な施策として、琉球上訴裁判所の首席判事と上級裁判所判事の任命権を移譲したり、行政主席公選制を導入した。
1970年に退役し、陸軍および空軍の退役軍人施設（en:Old soldiers' home）の理事長を7年間務めた。
1999年1月31日、バージニア州アーリントン市内の病院で亡くなった。病名はパーキンソン病であった。